# Der Einzelkämpfer
Der Einzelkämpfer (Originaltitel: Death Dimension) ist ein US-amerikanischer Actionfilm aus dem Jahre 1978. Die Hauptrollen des B-Movies waren besetzt mit Jim Kelly, Harold Sakata und George Lazenby. Die Regie führte Al Adamson. Der Film wurde auch unter den Titeln Death Dimensions, Freeze Bomb, Icy Death, The Kill Factor, Black Eliminator und Kommando Todesformel auf Video veröffentlicht.

## Handlung
Dr. Mason befindet sich in der Hand eines verbrecherischen Unternehmens. In einem abgelegenen Forschungslabor entwickelt er unter der Aufsicht des Gangsters The Pig eine „Kältebombe“, die menschliches Leben in Sekunden erfrieren lässt. Damit die Waffe nicht in die Hände der Verbrecher fällt, bannt er seine Formel auf einen Mikrofilm, den er seiner Assistentin unter die Kopfhaut einpflanzt. Sie soll fliehen und die Informationen dem FBI überantworten. Nachdem er seine Unterlagen verbrannt hat, nimmt er sich selbst das Leben.
Obwohl Pig nun mit leeren Händen da steht, versucht er, die Waffe weiterzuverkaufen. Gleichzeitig schickt er seine Handlanger aus, um Masons Assistentin aufzuspüren. In der Zwischenzeit hat die Polizei Kenntnis von einer Testexplosion in der Wüste erlangt. Die Karate-Kampfmaschine Lt. Detective Ash wird auf den Fall angesetzt. Es entspinnt sich eine Verfolgungsjagd nach dem Wissen um die Kältebombe, in der Ash von einem Nahkampf in den nächsten gerät, mit seiner überlegenen Kampfkunst aber einen um den anderen Handlanger von The Pig ausschaltet. Hilfe bekommt er dabei von seinem Freund Li, der ebenfalls Karatekämpfer ist.
Nach einigen gescheiterten Versuchen bekommt Pig Masons Assistentin schließlich in die Hände. Doch selbst unter Androhung von Folter verrät sie ihr Geheimnis nicht. Sie kann heimlich die Polizei informieren und wird von Captain Gallagher persönlich gerettet. Sie erzählt Gallagher von dem Mikrofilm, erst dann gibt er sich als Informant des Verbrechers zu erkennen. Ash jedoch durchschaut das Spiel und kann die Frau retten. Er setzt Pig und seiner rechten Hand nach, die mit dem Mikrofilm entkommen sind. Nach weiteren Kämpfen kommt es zum Showdown. Als Pig endgültig in einem Flugzeug mit dem Film zu entkommen droht, trifft Ash mit seiner Pistole den Tank. Das Flugzeug explodiert.

## Kritik
Andrew Borntreger auf www.badmovies.org: „Sollte es einen Grund geben diesen Film zu sehen, dann um über die böse Spießgesellen-Schildkröte und die völlig unerwartete Schildkröten-Folterszene zu kichern…“
Der Film wurde am 20. September 2024 von Nitro im Rahmen des Formats Die schlechtesten Filme aller Zeiten (SchleFaZ) ausgestrahlt.